# Discalma coniaria
Discalma coniaria är en fjärilsart som beskrevs av Dyar 1913. Discalma coniaria ingår i släktet Discalma och familjen mätare. Inga underarter finns listade i Catalogue of Life.